# Shrooms
Shrooms é um videojogo que aposta numa mecânica de sobrevivência,onde coloca os jogadores num planeta hostil onde é absolutamente necessário conhecer e controlar tanto a sua fauna como a flora.

## Jogabilidade
Shrooms disponibiliza várias habilidades que poderão ser desbloqueadas através de alimentos que, ao serem ingeridos, transformam as personagens. Existem 24 mutações que podem ser combinadas para darem origem a mais de 126 poderes diferentes, o jogador tem ainda a possibilidade de criar armas, ferramentas, armaduras e estruturas essenciais para a sua sobrevivência.